# Биомолекула
Биомолекулите са органични съединения, които се синтезират от живите организми. Те са основни класове органични молекули – нуклеинови киселини, белтъчини, въглехидрати и липиди, които изграждат живата материя.
Биомолекулите са съставени основно от въглерод, водород, азот, кислород и в по-малки количества – от фосфор и сяра. В състава на сложните биомолекули, като ензими, хормони, витамини и други, се съдържат неорганични макро– и микроелементи.